# San José de Gracia (Michoacán)
San José de Gracia es una población del estado mexicano de Michoacán de Ocampo, localizada en el extremo noroeste del estado. Es cabecera del municipio de Marcos Castellanos y el lugar de origen del importante historiador mexicano Luis González y González, quien escribió la historia de su comunidad, Pueblo en vilo, un clásico de la historiografía mexicana.

## Toponimia
Su nombre se debe a la fecha de la fundación del pueblo, el 19 de marzo, día de san José de Nazaret.

## Historia
El origen del pueblo de San José de Gracia fue la estancia ganadera denominada «Llano de la Cruz» de origen colonial. Aproximadamente en 1886 los pobladores del Llano de la Cruz comenzaron a planear la fundación de una población formal, liderados por el diácono Esteban Zepeda.
El 19 de marzo de 1888, con autorización del entonces Obispo de Zamora, José María Cázares y Martínez, fundaron oficialmente la nueva población a la que se le dio el nombre de «San José» por el día que fundada. En 1909 la población fue segrada del municipio de Sahuayo y pasó a formar parte del de Jiquilpan con la categoría política de «tenencia», otorgándosele oficialmente el nombre de «Ornelas», aunque este nunca adquirió arraigo.
El 11 de junio de 1927 aproximadamente 500 hombres se levantaron en armas en San José de Gracia como parte de la Guerra Cristera, como consecuencia del previo incendio del pueblo por parte del ejército federal.
El 30 de enero de 1967 San José de Gracia, oficialmente denominado aún como Ornelas, fue constituido en cabecera del nuevo municipio de Marcos Castellanos y finalmente en 1981 un decreto del Congreso de Michoacán le restituyó oficialmente su nombre de «San José de Gracia».

## Geografía
San José de Gracia se encuentra localizado en el extremo noroeste del estado de Michoacán y en las cercanías del límite con el estado de Jalisco. Sus coordenadas geográficas son 19°59′25″N 103°01′17″O / 19.99028, -103.02139 y tiene una altitud de 1971 metros sobre el nivel del mar.

## Demografía
De acuerdo al Censo General de Población y Vivienda llevado a cabo por el Instituto Nacional de Estadística y Geografía (INEGI), en el año 2020 San José de Gracia cuenta con 10 466 habitantes, de los cuales 5032 son hombres y 5434 son mujeres. San José de Gracia es por su población la 49.ª localidad más poblada de Michoacán.

### Población de San José de Gracia 1900-2020
| Gráfica de evolución demográfica de San José de Gracia entre 1900 y 2020                          |
|                                                                                                   |
| Población de los censos del Instituto Nacional de Estadística y Geografía (INEGI) de 1900 a 2020. |